# 北海道道87号知床公園羅臼線
北海道道87号知床公園羅臼線（ほっかいどうどう87ごう しれとここうえんらうすせん）は、北海道目梨郡羅臼町内を結ぶ道道（主要地方道）である。

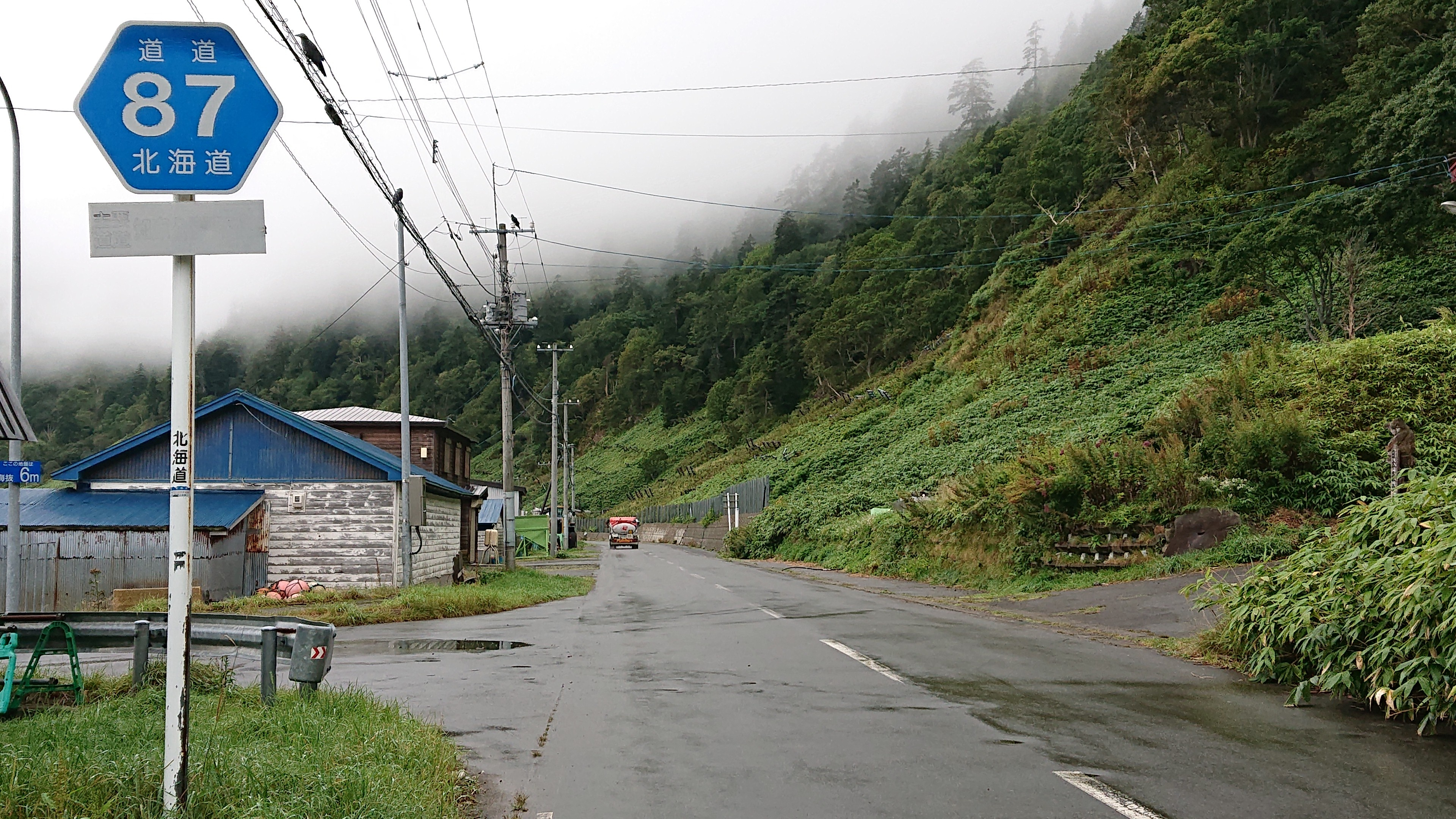
北海道道87号知床公園羅臼線
羅臼町相泊（2019年9月）

## 概要

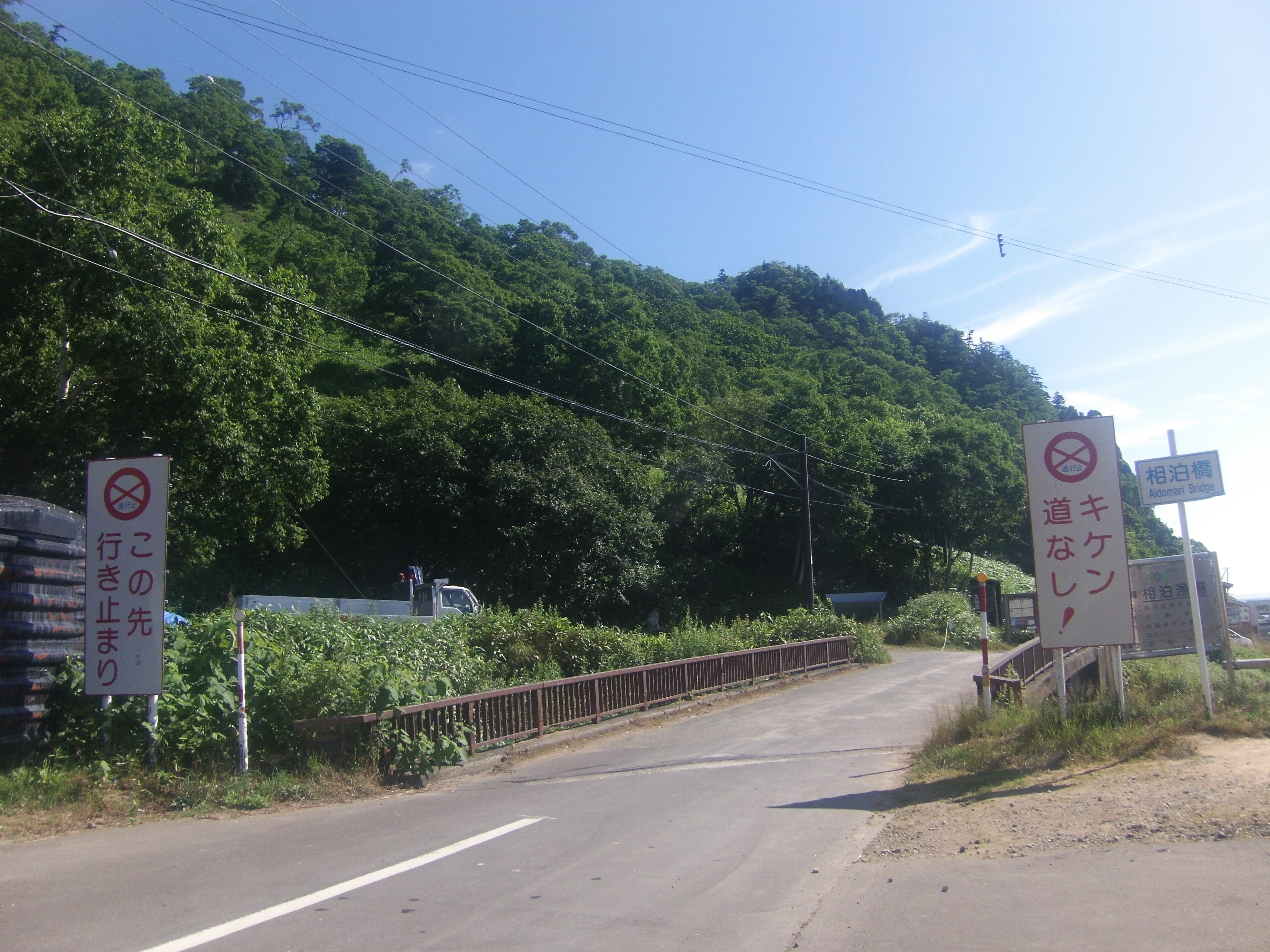
相泊の行き止まり

### 路線データ
- 起点：北海道目梨郡羅臼町相泊
- 終点：北海道目梨郡羅臼町礼文町（国道335号交点）
- 総延長：24.485 km[1]
- 実延長：24.431 km[1]
- 重用延長：0.054 km[1]
- 未舗装延長：0.031 km[1]

### 道路管理者
- 釧路総合振興局 釧路建設管理部 中標津出張所

## 歴史
- 1972年（昭和47年）2月4日 - 736号として路線認定[2]。
- 1993年（平成5年）5月11日 - 建設省から、道道知床公園羅臼線が知床公園羅臼線として主要地方道に指定される[3]。
- 1994年（平成6年）10月1日 - 路線番号を87号に変更[4]。
- 2006年（平成17年）1月17日 - 天狗岩トンネル供用開始[5]。
- 2014年（平成26年）3月7日 - マッカウストンネル供用開始[6]。
- 2024年（令和6年）10月15日 - 羅臼町岬町地内の道路脇で水道施設が破損。出水により道路に土砂が流出して翌日まで通行不能となった[7]。

## 路線状況

### 道路施設

#### 主なトンネル
- 知円別トンネル（849 m、羅臼町岬町）
- 天狗岩トンネル（850 m、羅臼町岬町）
- ざいもく岩トンネル（390 m、羅臼町海岸町 - 羅臼町共栄町）
- マッカウストンネル（499 m、羅臼町共栄町）

廃止されたトンネル
- 羅臼トンネル (295 m)

#### 主な橋梁
- 羅臼橋（63 m、羅臼川、羅臼町富士見町 - 羅臼町本町）

#### 常設型ゲート
- 知床橋ゲート（羅臼町北浜）
- 岩見橋ゲート（羅臼町北浜）

## 地理

### 通過する自治体
- 根室振興局
  - 目梨郡羅臼町

### 交差する道路
羅臼町
- 国道334号 - 本町
- 国道335号 - 本町
- 国道335号 - 礼文町（終点）

### 沿線にある施設など
羅臼町
- 相泊漁港
- 相泊温泉
- 瀬石温泉
- 知円別漁港
- オッカバケ漁港
- マッカウス洞窟
- 羅臼漁港